# Iglesia de San Miguel (Gurp)
San Miguel de Gurp es una iglesia románica del pueblo de Gurp, perteneciente al antiguo término de Gurp de la Cuenca y al actual de Tremp de la comarca del Pallars Jussá.
Está situada unos dos kilómetros al sur del pueblo, en un grupo de bordas cerca de Montibarri. Está muy cerca de la Borda de Figuera. Esta iglesia fue donada en 1079 por Arnau, conde de Pallars Sobirá, el monasterio de Sant Pere de Rodes.
La iglesia recibió muchas alteraciones en el transcurso de los siglos, hasta el punto que del siglo XII sólo conserva el muro meridional, hecho de sillares bien dispuestos de forma regular y algunos fragmentos más de los otros muros. Del ábside, del que sólo se observa el arranque.
Está en ruinas, con la cubierta hundida, pero permite ver esta pared medieval y el arranque de la bóveda de cañón, así como una ventana de doble derrame.